# Fusion pyroélectrique
La fusion pyroélectrique est une technique utilisant des cristaux pyroélectriques pour générer des champs électrostatiques de forte intensité, afin d'accélérer des ions deutérium dans une cible en hydrure métallique contenant également du deutérium avec une énergie cinétique suffisante pour causer un processus de fusion nucléaire. Le tritium pourrait également être utilisé.
Cette fusion a été rapportée pour la première fois en avril 2005 par une équipe de l'UCLA. Les scientifiques ont utilisé un cristal pyroélectrique chauffé entre -34 °C et +7 °C, associé à une aiguille en tungstène pour produire un champ électrique d'environ 25 gigavolts / mètre pour ioniser et accélérer des noyaux de deutérium dans une cible de deutérium et d'erbium. Bien que l'énergie des ions deutérium générée par le cristal n'ait pas été mesurée directement, les auteurs l'ont estimé dans leur modélisation à 100 keV (soit une température d'environ 109 K). À ces niveaux d'énergie, deux noyaux de deutérium peuvent fusionner pour former un noyau d'hélium 3, un neutron de 2,45 MeV et du bremsstrahlung. Bien qu'il constitue un générateur de neutrons utile, l'appareil n'est pas destiné à la production d'énergie car il nécessite beaucoup plus d'énergie qu'il n'en produit,,.

## Histoire
L'idée d'accélérer des ions légers dans des champs électrostatiques pour produire de la fusion dans des cibles deutérées solides a été démontrée pour la première fois par John Cockcroft et Ernest Walton en 1932 (voir générateur Cockcroft-Walton). Le procédé est utilisé aujourd'hui dans des versions miniaturisées de leur accélérateur d'origine, sous la forme de petits générateurs de neutrons en tubes scellés, dans l'industrie de l'exploration pétrolière.
Le processus de pyroélectricité est connu depuis l'Antiquité. La première utilisation d'un champ pyroélectrique pour accélérer les deutérons a eu lieu en 1997 dans le cadre d'une expérience menée par les Dr VD Dougar Jabon, GV Fedorovich et NV Samsonenko. Ce groupe a été le premier à utiliser un cristal pyroélectrique de tantalate de lithium (LiTaO3) dans des expériences de fusion.
L'idée originale de l'approche pyroélectrique en fusion réside dans l'application de cet effet pour générer des champs électriques accélérateurs. Ils sont obtenus en chauffant le cristal de -34 °C à +7 °C sur une période de quelques minutes.

## Résultats depuis 2005
En avril 2005, une équipe de l'UCLA dirigée par le professeur de chimie James K. Gimzewski et le professeur de physique Seth Putterman utilisa une sonde en tungstène fixée à un cristal pyroélectrique afin d'augmenter l'intensité du champ électrique. Brian Naranjo, un étudiant travaillant avec Putterman, conduisit l'expérience de fusion avec un appareil tenant sur une paillasse de laboratoire. L'appareil utilisait un cristal de tantalate de lithium (LiTaO3) pour ioniser les atomes de deutérium et accélérer les deutérons sur une cible statique de dideutérure d'erbium (ErD2). Environ 1000 réactions de fusion par seconde ont eu lieu, chacune produisant un noyau d'hélium 3 de 820 keV et d'un neutron de 2,45 MeV. L'équipe évoqua comme applications possibles des générateurs de neutrons ou des micropropulseurs pour le spatial.
Une équipe de l'Institut polytechnique Rensselaer, dirigée par Yaron Danon et son étudiant Jeffrey Geuther, améliora les expériences de l'UCLA en utilisant un dispositif à deux cristaux pyroélectriques capables de fonctionner à des températures non cryogéniques,.
La fusion nucléaire Deuterium - Deuterium (DD) par des cristaux pyroélectriques a été proposée par Naranjo et Putterman en 2002 et également discutés par Brownridge et Shafroth en 2004. Son utilisation pour produire des neutrons a été proposée dans un article de conférence par Geuther et Danon en 2004, puis dans une publication traitant de l'accélération des électrons et des ions par les cristaux pyroélectriques. Aucun de ces auteurs n'avait connaissance des travaux expérimentaux de Dougar Jabon, Fedorovich et Samsonenko en 1997, qui croyaient à tort que la fusion avait eu lieu dans les cristaux. L'élément clé consistant à utiliser une aiguille en tungstène pour produire un courant ionique suffisant en restant compatible avec l'alimentation d'un cristal pyroélectrique a été démontré pour la première fois dans l'article de 2005 de Nature (bien que les pointes de tungstène étaient déjà utilisées comme sources d'ions dans d'autres applications depuis plusieurs années). En 2010, il a été découvert que les pointes en tungstène n'étaient pas nécessaires pour augmenter le potentiel d'accélération des cristaux pyroélectriques; le potentiel d'accélération peut permettre aux ions positifs d'atteindre des énergies cinétiques comprises entre 300 et 310 keV.
La fusion pyroélectrique a été mise en avant dans les médias mais en négligeant les travaux expérimentaux antérieurs de Dougar Jabon, Fedorovich et Samsonenko. Elle n'a pas de liens avec les réactions de fusion observées lors d'expériences de sonoluminescence (fusion par bulle) conduites par Rusi Taleyarkhan de l'Université Purdue. Naranjo de l'UCLA a même été l'un des principaux détracteurs des annonces de Taleyarkhan.
Les premiers résultats positifs de la fusion pyroélectrique avec une cible tritiée ont été rapportés en 2010. L'équipe de UCLA de Putterman et Naranjo travailla avec T. Venhaus du laboratoire national de Los Alamos et mesurèrent un signal neutronique de 14,1 MeV bien au-dessus du bruit de fond, prolongeant les travaux antérieurs sur les cibles deutérées.

## Voir également